# Łozica (Białoruś)
Łozica, także Łozycia (biał. Лазіца, Łazica; ros. Лозица, Łozica) – wieś na Białorusi, w obwodzie brzeskim, w rejonie małoryckim, w sielsowiecie Ołtusz.

## Historia
W dwudziestoleciu międzywojennym leżała w Polsce, w województwie poleskim, w powiecie brzeskim, w gminie Ołtusz. W 1924 liczyła 97 mieszkańców. Wszyscy mieszkańcy byli Białorusinami wyznania prawosławnego.
Po II wojnie światowej w granicach Związku Sowieckiego. Od 1991 w niepodległej Białorusi.